# Magniezia guinensis
Magniezia guinensis là một loài chân đều trong họ Stenasellidae. Loài này được Braga miêu tả khoa học năm 1950.